# 손성
손성(孫盛, 302년 ~ 373년)은 동진의 관료, 역사가이다. 자는 안국(安國). 태원군 중도현(中都縣) 출신.
동진(東晉)의 신하가 되어서 유량(庾亮), 환온(桓温) 등 부하가 되어 활약하였다. 또 《삼국지》 주석에 인용된 위씨춘추(魏氏春秋)와 진양추(晉陽秋)등 역사가로서 많은 저작을 남겼다.

## 생애
서진 말기, 아버지 손순은 영천태수를 역임을 하였고, 전란에 말려 들어가 도적에 해를 당했다. 손성은 10살 무렵, 전란을 피해서 북방에서 강수를 건너, 강남에 피난했다고 한다. 그가 성장하면서 많이 배우고 학식을 가졌고 사리를 분별하고 하는 평판을 듣게 되었다. 조정에 좌저작랑(佐著作郞)으로서 관직에 오르지만 집이 궁핍하게 되고 부모가 연로하고 있었기 때문에, 녹미를 요구하여 유양령(瀏陽令)이 되었다.
태수 도간의 참군이 되었고 후임으로 유량이 부임이 되자, 계속되어 그의 참군이 되었다. 유량이 정서장군(征西將軍)이 되자, 사마(司馬)를 겸임하였고, 계속 참군을 맡았다. 왕도가 집정하고 있었던 시대에서 만났지만, 남만교위(南蛮校尉) 도칭(陶稱)이 중상모략을 하였기 때문에, 유량과 왕도는 서로 의심을 하였다. 이때 손성이 유량을 설득하여, 유량은 왕도의 불신을 사라질 수가 있었다.
유량에 대신하여 유익(庾翼)이 부임하면서, 손성은 안서자의참군(安西諮議参軍)에 임명되었지만, 후에 정위정(廷尉正)이 되었다. 유익에 대신하여 환온이 부임하면, 손성은 참군이 되어 환온의 성한정벌에 종군 했다. 환온은 스스로 경병을 인솔하여 촉에 침공해, 손성이 군수물자를 담당하여, 다른 신하와 협력하여 도적을 패배시켰다. 성한을 멸망하고, 공적으로 안회현후(安懷縣侯)에 봉해졌다. 덧붙여 성도에 입성할 때, 촉한의 유비의 후손 유현(劉玄)을 만났다.
환온을 수행하여 종사중랑(從事中郞)이 되어, 관중에 들어가서 낙양에 도착했다. 작위는 오창현후(吳昌縣侯)까지 되어, 장사태수에 임명되었다. 손성은 젊을 때 가난하고 고생했기 때문에, 출세하면서 부를 얻게 되어 횡령을 하였지만, 환온은 묵인하고 죄에는 묻지 않았다. 그 후도 점점 출세하여, 비서감까지 되어, 집사중이 되었다. 연대는 불명하지만, 72세에 사망하였다.

## 가계
조위의 중신인 손자의 현손이다. 증조부는 손굉(孫宏), 조부는 서진의 신하인 손초(孫楚). 아버지는 손순(孫恂). 아들은 손잠(孫潛)과 손방(孫放)이며, 손자는 손강(孫康)이 있다.

## 저술 활동
역사가로서도 알려져 위씨춘추(魏氏春秋)20권, 진양추(晋陽秋)32권, 촉세보(蜀世譜), 이동잡어(異同雑語) 등을 저술했다. 진양추를 집필할 때 에피소드로는 때로는 권력자로 은인이기도 했던 환온의 북벌 실패한 일을 기록하였고, 그 압력을 무서워하여 손성의 아들에게 재작성의 요구를 거절하여, 저항없게 되자, 환온의 적인 전연(前燕)의 모용준(慕容儁)에게 자신의 저작을 주어, 결과적으로 손성의 저서가 보존되었다고 한다.

## 기타
배송지(裴松之)가 삼국지의 주석을 집필할 때, 손성의 저서는 여러 가지 의견을 모아 인물 평론에 글을 적어서 빈번하게 인용되고 있었다. 배송지는 예를 들어 사서의 인물의 발언을 춘추좌씨전 등에서 인용된 고사로 윤색 하는 경향이 있는 점을 비판하였다.

## 같이 보기
- 배송지
- 위씨춘추